# MK6-83
MK6-83 es un compuesto químico que actúa como un abridor de canales para la familia TRPML de canales de calcio, con selectividad moderada para TRPML1 sobre los subtipos relacionados TRPML2 y TRPML3.